# The Glory and the Dream
The Glory and the Dream: A Narrative History of America, 1932-1972 (La Gloria y el Sueño: Una Historia Narrativa de Estados Unidos, 1932–1972) es un libro de historia social de 1400 páginas escrito por William Mánchester, que fue publicado por primera vez en 1974. A veces es vendido en dos volúmenes, y  describe la historia de los Estados Unidos entre 1932 y 1972. 
The Glory and the Dream fue listado como best seller de New York Times en 1975. Detalla la historia social y las maquinaciones políticas del periodo concentrándose en cómo el New Deal, la Segunda Guerra Mundial y la Guerra Fría influenciaron la cultura estadounidense.
El New Deal de Roosevelt y el efecto duradero que tuvo en el gobierno de Estados Unidos recibe atención especial. Mánchester simplifica las maniobras políticas complejas y la terminología opaca que eran comunes en las políticas de la Guerra Fría a un lenguaje más accesible.
El título del libro está tomado del poema de William Wordsworth Ode: Intimations of Immortality: "Whither is fled the visionary gleam?" ("¿Ha donde ha huido el brillo visionario?") / "Where is it now, the glory and the dream?" ("¿Dónde están ahora, la gloria y el sueño?")